# Fouquieres Churchyard Extension
Le Fouquieres Churchyard Extension est un cimetière situé à Fouquières-lès-Béthune dans le département français du Pas-de-Calais. Géré par la Commonwealth War Graves Commission, ce cimetière contient la sépulture de 421 combattants des première et seconde guerres mondiales.

## Histoire et description
Conçu par l'architecte britannique Edwin Lutyens, le Fouquieres Churchyard Extension est un cimetière géré par la CWGC de France. Il contient les restes de 416 soldats du Royaume-Uni et 5 d'Allemagne. Concernant les tombes britanniques, 387 sont des tombes de la Première Guerre mondiale, 29 de la Deuxième Guerre mondiale. Ce cimetière est situé à proximité immédiate du cimetière communal qui comporte également une tombe de combattant britannique, et répertorié sous le nom de Fouquieres Churchyard.

## Pour approfondir